# Luis Carlos Perea
Luis Carlos Perea (Turbo, 29 december 1963) is een voormalig profvoetballer uit Colombia. Hij speelde als centrale verdediger gedurende zijn carrière.

## Clubcarrière
Perea begon zijn carrière bij Independiente Medellín en stapte in 1988 over naar Atlético Nacional. Vanaf 1994 trok de verdediger naar het buitenland en speelde hij onder meer in Mexico. Hij beëindigde zijn loopbaan in 1998 bij Independiente Medellín.

## Interlandcarrière
Perea speelde 78 officiële interlands voor Colombia in de periode 1987-1994, en scoorde twee keer voor de nationale ploeg. Onder leiding van bondscoach Francisco Maturana maakte hij zijn debuut in de vriendschappelijke thuiswedstrijd tegen Ecuador (1-0) op 11 juni 1987, net als René Higuita, Alexis Mendoza, John Jairo Tréllez, Juan Jairo Galeano en Luis Fernando Herrera.
Perea nam met Colombia onder meer deel aan het WK voetbal 1990 en het WK voetbal 1994. Ook deed hij mee aan vier opeenvolgende edities van de Copa América: 1987, 1989, 1991 en 1993. Hij speelde zijn laatste interland op 22 juni 1994 tegen Verenigde Staten (1-2) tijdens de WK-eindronde in Verenigde Staten.
| Interlands van Luis Carlos Perea voor Colombia | Interlands van Luis Carlos Perea voor Colombia | Interlands van Luis Carlos Perea voor Colombia | Interlands van Luis Carlos Perea voor Colombia | Interlands van Luis Carlos Perea voor Colombia | Interlands van Luis Carlos Perea voor Colombia |
| №                                              | Datum                                          | Wedstrijd                                      | Uitslag                                        | Competitie                                     | Goals                                          |
| Als speler van Independiente Medellín          | Als speler van Independiente Medellín          | Als speler van Independiente Medellín          | Als speler van Independiente Medellín          | Als speler van Independiente Medellín          | Als speler van Independiente Medellín          |
| ---------------------------------------------- | ---------------------------------------------- | ---------------------------------------------- | ---------------------------------------------- | ---------------------------------------------- | ---------------------------------------------- |
| 1                                              | 11 juni 1987                                   | Colombia – Ecuador                             | 1 – 0                                          | Oefeninterland                                 |                                                |
| 2                                              | 14 juni 1987                                   | Ecuador – Colombia                             | 3 – 0                                          | Oefeninterland                                 |                                                |
| 3                                              | 1 juli 1987                                    | Colombia – Bolivia                             | 2 – 0                                          | Copa América                                   |                                                |
| 4                                              | 8 juli 1987                                    | Chili – Colombia                               | 2 – 1                                          | Copa América                                   |                                                |
| 5                                              | 11 juli 1987                                   | Argentinië – Colombia                          | 1 – 2                                          | Copa América                                   |                                                |
| Als speler van Atlético Nacional               |                                                |                                                |                                                |                                                |                                                |
| 6                                              | 30 maart 1988                                  | Colombia – Canada                              | 3 – 0                                          | Oefeninterland                                 | Goal                                           |
| 7                                              | 17 mei 1988                                    | Schotland – Colombia                           | 0 – 0                                          | Oefeninterland                                 |                                                |
| 8                                              | 19 mei 1988                                    | Finland – Colombia                             | 1 – 3                                          | Oefeninterland                                 |                                                |
| 9                                              | 24 mei 1988                                    | Engeland – Colombia                            | 1 – 1                                          | Oefeninterland                                 |                                                |
| 10                                             | 7 augustus 1988                                | Colombia – Uruguay                             | 2 – 1                                          | Oefeninterland                                 |                                                |
| 11                                             | 3 februari 1989                                | Colombia – Peru                                | 1 – 0                                          | Oefeninterland                                 |                                                |
| 12                                             | 5 februari 1989                                | Colombia – Chili                               | 1 – 0                                          | Oefeninterland                                 |                                                |
| 13                                             | 9 maart 1989                                   | Colombia – Argentinië                          | 1 – 0                                          | Oefeninterland                                 |                                                |
| 14                                             | 24 juni 1989                                   | Verenigde Staten – Colombia                    | 0 – 1                                          | Oefeninterland                                 |                                                |
| 15                                             | 27 juni 1989                                   | Colombia – Haïti                               | 4 – 0                                          | Oefeninterland                                 |                                                |
| 16                                             | 3 juli 1989                                    | Venezuela – Colombia                           | 2-4                                            | Copa América                                   |                                                |
| 17                                             | 5 juli 1989                                    | Colombia – Paraguay                            | 0 – 1                                          | Copa América                                   |                                                |
| 18                                             | 7 juli 1989                                    | Brazilië – Colombia                            | 0 – 0                                          | Copa América                                   |                                                |
| 19                                             | 9 juli 1989                                    | Colombia – Peru                                | 1 – 1                                          | Copa América                                   |                                                |
| 20                                             | 6 augustus 1989                                | Uruguay – Colombia                             | 0 – 0                                          | Oefeninterland                                 |                                                |
| 21                                             | 20 augustus 1989                               | Colombia – Ecuador                             | 2 – 0                                          | WK-kwalificatie                                |                                                |
| 22                                             | 27 augustus 1989                               | Paraguay – Colombia                            | 2 – 1                                          | WK-kwalificatie                                |                                                |
| 23                                             | 03 september 1989                              | Ecuador – Colombia                             | 0 – 0                                          | WK-kwalificatie                                |                                                |
| 24                                             | 17 september 1989                              | Colombia – Paraguay                            | 2 – 1                                          | WK-kwalificatie                                |                                                |
| 25                                             | 15 oktober 1989                                | Colombia – Israël                              | 1 – 0                                          | WK-kwalificatie                                |                                                |
| 26                                             | 2 februari 1990                                | Uruguay – Colombia                             | 2 – 0                                          | Oefeninterland                                 |                                                |
| 27                                             | 4 februari 1990                                | Verenigde Staten – Colombia                    | 1 – 1                                          | Oefeninterland                                 |                                                |
| 28                                             | 20 februari 1990                               | Colombia – Sovjet-Unie                         | 0 – 0                                          | Oefeninterland                                 |                                                |
| 29                                             | 17 april 1990                                  | Mexico – Colombia                              | 2 – 0                                          | Oefeninterland                                 |                                                |
| 30                                             | 22 april 1990                                  | Verenigde Staten – Colombia                    | 0 – 1                                          | Oefeninterland                                 |                                                |
| 31                                             | 4 mei 1990                                     | Colombia – Polen                               | 2 – 1                                          | Oefeninterland                                 |                                                |
| 32                                             | 26 mei 1990                                    | Egypte – Colombia                              | 1 – 1                                          | Oefeninterland                                 |                                                |
| 33                                             | 2 juni 1990                                    | Hongarije – Colombia                           | 3 – 1                                          | Oefeninterland                                 |                                                |
| 34                                             | 9 juni 1990                                    | VA Emiraten – Colombia                         | 0 – 2                                          | WK-eindronde                                   |                                                |
| 35                                             | 14 juni 1990                                   | Joegoslavië – Colombia                         | 1 – 0                                          | WK-eindronde                                   |                                                |
| 36                                             | 19 juni 1990                                   | West-Duitsland – Colombia                      | 1 – 1                                          | WK-eindronde                                   |                                                |
| 37                                             | 23 juni 1990                                   | Kameroen – Colombia                            | 2 – 1                                          | WK-eindronde                                   |                                                |
| Als speler van Independiente Medellín          |                                                |                                                |                                                |                                                |                                                |
| 38                                             | 29 januari 1991                                | Mexico – Colombia                              | 0 – 0                                          | Oefeninterland                                 |                                                |
| 39                                             | 3 februari 1991                                | Zwitserland – Colombia                         | 3 – 2                                          | Oefeninterland                                 |                                                |
| 40                                             | 6 juni 1991                                    | Zweden – Colombia                              | 2 – 2                                          | Oefeninterland                                 |                                                |
| 41                                             | 25 juni 1991                                   | Costa Rica – Colombia                          | 0 – 1                                          | Oefeninterland                                 |                                                |
| 42                                             | 7 juli 1991                                    | Colombia – Ecuador                             | 1 – 0                                          | Copa América                                   |                                                |
| 43                                             | 11 juli 1991                                   | Colombia – Bolivia                             | 0 – 0                                          | Copa América                                   |                                                |
| 44                                             | 13 juli 1991                                   | Brazilië – Colombia                            | 0 – 2                                          | Copa América                                   |                                                |
| 45                                             | 15 juli 1991                                   | Uruguay – Colombia                             | 1 – 0                                          | Copa América                                   |                                                |
| 46                                             | 17 juli 1991                                   | Chili – Colombia                               | 1 – 1                                          | Copa América                                   |                                                |
| 47                                             | 19 juli 1991                                   | Brazilië – Colombia                            | 2 – 0                                          | Copa América                                   |                                                |
| 48                                             | 21 juli 1991                                   | Argentinië – Colombia                          | 2 – 1                                          | Copa América                                   |                                                |
| 49                                             | 31 juli 1992                                   | Verenigde Staten – Colombia                    | 0 – 1                                          | Oefeninterland                                 |                                                |
| 50                                             | 2 augustus 1992                                | Mexico – Colombia                              | 0 – 0                                          | Oefeninterland                                 |                                                |
| Als speler van Atlético Junior                 |                                                |                                                |                                                |                                                |                                                |
| 51                                             | 31 maart 1993                                  | Colombia – Costa Rica                          | 4 – 1                                          | Oefeninterland                                 |                                                |
| 52                                             | 8 mei 1993                                     | Verenigde Staten – Colombia                    | 1 – 2                                          | Oefeninterland                                 |                                                |
| 53                                             | 21 mei 1993                                    | Colombia – Venezuela                           | 1 – 1                                          | Oefeninterland                                 |                                                |
| 54                                             | 30 mei 1993                                    | Chili – Colombia                               | 1 – 1                                          | Oefeninterland                                 |                                                |
| 55                                             | 6 juni 1993                                    | Colombia – Chili                               | 1 – 0                                          | Oefeninterland                                 |                                                |
| 56                                             | 16 juni 1993                                   | Colombia – Mexico                              | 2 – 1                                          | Copa América                                   |                                                |
| 57                                             | 20 juni 1993                                   | Colombia – Bolivia                             | 1 – 1                                          | Copa América                                   |                                                |
| 58                                             | 23 juni 1993                                   | Argentinië – Colombia                          | 1 – 1                                          | Copa América                                   |                                                |
| 59                                             | 26 juni 1993                                   | Colombia – Uruguay                             | 1 – 1                                          | Copa América                                   | Goal                                           |
| 60                                             | 1 juli 1993                                    | Argentinië – Colombia                          | 0 – 0                                          | Copa América                                   |                                                |
| 61                                             | 2 augustus 1993                                | Colombia – Paraguay                            | 0 – 0                                          | WK-kwalificatie                                |                                                |
| 62                                             | 8 augustus 1993                                | Peru – Colombia                                | 0 – 1                                          | WK-kwalificatie                                |                                                |
| 63                                             | 15 augustus 1993                               | Colombia – Argentinië                          | 2 – 1                                          | WK-kwalificatie                                |                                                |
| 64                                             | 22 augustus 1993                               | Paraguay – Colombia                            | 1 – 1                                          | WK-kwalificatie                                |                                                |
| 65                                             | 29 augustus 1993                               | Colombia – Peru                                | 4 – 0                                          | WK-kwalificatie                                |                                                |
| 66                                             | 5 september 1993                               | Argentinië – Colombia                          | 0-5                                            | WK-kwalificatie                                |                                                |
| 67                                             | 29 januari 1994                                | Venezuela – Colombia                           | 1 – 2                                          | Oefeninterland                                 |                                                |
| 68                                             | 9 februari 1994                                | Saoedi-Arabië – Colombia                       | 0 – 1                                          | Oefeninterland                                 |                                                |
| 69                                             | 18 februari 1994                               | Colombia – Zweden                              | 0 – 0                                          | Oefeninterland                                 |                                                |
| 70                                             | 20 februari 1994                               | Colombia – Bolivia                             | 2 – 0                                          | Oefeninterland                                 |                                                |
| 71                                             | 26 februari 1994                               | Colombia – Zuid-Korea                          | 2 – 2                                          | Oefeninterland                                 |                                                |
| 72                                             | 3 maart 1994                                   | Mexico – Colombia                              | 0 – 0                                          | Oefeninterland                                 |                                                |
| 73                                             | 3 mei 1994                                     | Colombia – Peru                                | 1 – 0                                          | Oefeninterland                                 |                                                |
| 74                                             | 5 mei 1994                                     | Colombia – El Salvador                         | 3 – 0                                          | Oefeninterland                                 |                                                |
| 75                                             | 3 juni 1994                                    | Colombia – Noord-Ierland                       | 2 – 0                                          | Oefeninterland                                 |                                                |
| 76                                             | 5 juni 1994                                    | Colombia – Griekenland                         | 2 – 0                                          | Oefeninterland                                 |                                                |
| 77                                             | 18 juni 1994                                   | Colombia – Roemenië                            | 1-3                                            | WK-eindronde                                   |                                                |
| 78                                             | 22 juni 1994                                   | Verenigde Staten – Colombia                    | 2 – 1                                          | WK-eindronde                                   |                                                |

## Erelijst
Atlético Nacional
- Copa Colombia

1991
- Copa Libertadores

1989
- Copa Interamericana

1989
 Atlético Junior
- Copa Colombia

1993